# Tōru Kamino
Tōru Kamino (jap. 神野 徹, Kamino Tōru; * 31. Juli 1979) ist ein ehemaliger japanischer Eishockeyspieler, der mit dem Kokudo Ice Hockey Club zweimal die Asia League Ice Hockey gewinnen konnte.

## Karriere
Tōru Kamino begann seine Karriere als Eishockeyspieler beim Kokudo Ice Hockey Club, mit dem er 2003 und 2004 die Japan Ice Hockey League gewinnen konnte. Nachdem die Liga zugunsten der neuen multinationalen Asia League Ice Hockey aufgelöst wurde, errang er 2005 und 2006 auch dort den Titel. Auch nach der Umbenennung seines Teams in Seibu Prince Rabbits 2006 spielte er weiter für das Team. Als die inzwischen in Nishitōkyō ansässige Mannschaft 2009 aus finanziellen Gründen aufgelöst wurde, beendete er seine Karriere.

### International
Für Japan nahm Kamino an den Weltmeisterschaften der Division I 2005, 2007, 2008 und 2009 teil.
Bei den Winter-Asienspielen 2007 im chinesischen Changchun gewann er mit seiner Mannschaft den Titel. Zudem nahm er an den Qualifikationsturnieren für die Olympischen Winterspiele in Turin 2006 und in Vancouver 2010 teil.

## Erfolge und Auszeichnungen
- 2003 Gewinn der Japan Ice Hockey League mit dem Kokudo Ice Hockey Club
- 2004 Gewinn der Japan Ice Hockey League mit dem Kokudo Ice Hockey Club
- 2005 Gewinn der Asia League Ice Hockey mit dem Kokudo Ice Hockey Club
- 2006 Gewinn der Asie League Ice Hockey mit dem Kokudo Ice Hockey Club
- 2007 Silbermedaille bei den Winter-Asienspielen